# 加梅茨科格爾山
47°1′29″N 10°49′42″E / 47.02472°N 10.82833°E

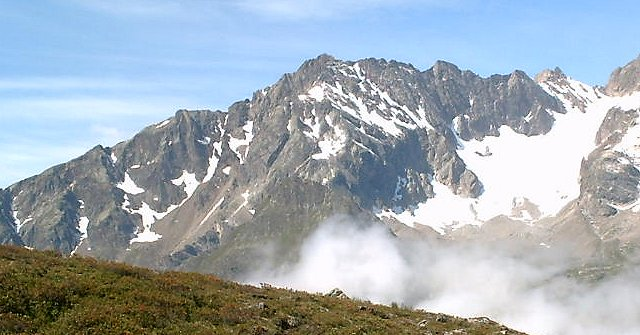

加梅茨科格爾山（德語：Gamezkogel），是奧地利的山峰，位於該國西部，由蒂羅爾州負責管轄，屬於奧茨塔爾阿爾卑斯山脈的一部分，海拔高度3,126米，每年平均降雨量1,357毫米，人類在1900年首次登頂。